# First minute
First Minute je termín, který se v České republice používá výhradně ve spojení dovolená First Minute případně First Minute zájezdy. Jedná se v jistém slova smyslu o opak tzv. Last Minute zájezdů.

## Původ
Slovní spojení First Minute pochází z angličtiny a znamená "první chvíle". Zajímavostí je, že podobně jako v případě Last Minute se v anglicky hovořících zemích v souvislosti se zájezdy používá spíše pojem First Moment (tedy "první moment"). 

## Význam
Tento pojem je používán v souvislosti s včasným nákupem zájezdů, zpravidla na počátku sezóny v době, kdy cestovní kanceláře zveřejňují svou nabídku. Pokud tedy hovoříme o First Minute zájezdech, máme na mysli zájezdy "v první chvíli", kdy si je lze zakoupit se speciálními slevami za včasný nákup a to v řádech až desítek procent (zpravidla do 20 %). Důvodem pro tyto slevy zpravidla je, že se cestovní kanceláře snaží maximálně naplnit kapacity již z kraje sezóny, aby měly alespoň nějakou jistotu toho, že nebudou muset platit velké storno poplatky, popř. riskovat velké ztráty při nevyprodání nasmlouvaných kapacit. Dalším důvodem je samozřejmě marketingové hledisko – cestovní kanceláře se mohou díky zajímavým slevám značně zviditelnit.
Podobně jako u Last Minute zájezdů ani u First Minute zájezdů neexistuje žádný specifický právní výklad, a proto se na tyto zájezdy vztahují naprosto stejná pravidla jako na standardní zájezdy. Při koupi First Minute zájezdů má klient naprosto stejná práva jako klient, který si kupuje zájezd za standardních podmínek.

## Výhody a nevýhody First Minute zájezdů
Výhody
- nízká cena (sleva v desítkách procent)
- obrovský výběr (klient vybírá v podstatě z nejširší možné nabídky)
- možnost zakoupit zájezd i pro větší skupiny, případně pro cestovatele se specifickými požadavky (je dostatek volných míst, není tedy zpravidla problém uspokojit náročnější požadavky)
- často možnost využít velmi nízké zálohy (až pouhých 1000 Kč na osobu), klienti tak zbytečně nevážou své peníze

Nevýhody
- počátek zájezdu je daleko – existuje nejistota z toho, co se do té doby může stát
- lidé, kteří nemají možnost si takto dopředu určit termín dovolené, zpravidla First Minute zájezdy zakoupit nemohou
- k First Minute zájezdům je zpravidla nutné složit zálohu (a v případě některých cestovních kanceláří dokonce celou částku), což ve spojení s bodem 1 znamená vydání sumy daleko dopředu před odletem

Výhody First Minute zájezdů jsou pro velkou část lidí nesporné, a proto význam a obliba této formy zájezdů výrazně roste. Během několika posledních let již objem prodeje First Minute zájezdů dohnal objem prodeje zájezdů Last Minute a očekává se, že tento poměr bude v budoucnu již na straně First Minute. Ostatně již v roce 2008 byl objem prodeje zájezdů First Minute a Last Minute v podstatě stejný.